# Alya Ahmed Saif Al-Thani
Alya Ahmed Saif Al-Thani (in arabo علياء أحمد بن سيف آل ثاني‎?; Doha, 2 dicembre 1974) è una diplomatica qatariota, rappresentante permanente del Qatar all'Organizzazione delle Nazioni Unite.

## Biografia
Nata a Qatar, nel 1974, Al-Thani proviene da una famiglia di diplomatici: sia il padre, Ahmed bin Saif Al Thani, che lo zio lo erano. Nel giugno del 1996 ha conseguito una Bachelor's degree in economia alla Qatar University, seguita da un Master of Arts in studi internazionali e diplomazia alla School of Oriental and African Studies a settembre 2006.

### Carriera politica
Al-Thani è entrata nel mondo della diplomazia seguendo l'esempio dei familiari, in particolare del padre: «Cosa mi ha ispirato? Prima di tutto, appartengo a una famiglia composta da un certo numero di ex diplomatici – mio padre, mio zio. Quindi è qualcosa che ho imparato per tutta la mia vita [...] La seconda [ragione] è che sentivo fosse importante per il Qatar [...] non c'erano donne che lavorassero nella comunità diplomatica. L'ho sentito come un obbligo perché ne avevo le capacità, le conoscenze e le abilità».
Da giugno 2004 a marzo 2007, Al-Thani ha ricoperto l'incarico di direttore della divisione per i diritti dei bambini al Consiglio Supremo della famiglia (in arabo المجلس الأعلى لشؤون الأسرة‎?). Ha servito come consigliere per gli affari dell'Organizzazione delle Nazioni Unite dall'aprile 2007 al maggio 2009, prima di diventare un delegato nel giugno 2009. È stata anche vice rappresentante permanente del Qatar presso l'ONU da maggio 2010 a luglio 2011. Il 17 ottobre 2013 è stata annunciata come rappresentante permanente del Qatar presso l'ONU. In seguito alla nomina, Al-Thani ha rilasciato una dichiarazione sui suoi intenti come rappresentante permanente, dicendo di voler «attuare le politiche socio-economiche e di sviluppo, promuovere la cooperazione internazionale con gli altri Stati, raggiungere soluzioni pacifiche ai conflitti interni e internazionali e lo sviluppo sostenibile, sostenere le questioni della famiglia, delle donne, dei bambini e dei giovani e mantenere la pace e la sicurezza internazionali, [...] interagendo e cooperando con gli organi delle Nazioni Unite».